# Adolphe Napoléon Didron
Gravura de Adolphe Napoléon Didron, publicada em Annales Archéologique, 1865
Adolphe Napoléon Didron (Hautvillers, Marne, 13 de março de 1806 — Paris, 13 de novembro de 1867) foi um renomado arqueólogo francês. Foi também jornalista, editor e especialista em iconografia da Idade Média cristã.

## Biografia
Após concluir seus estudos iniciais nos seminários preparatórios de Meaux e Reims, ele foi para Paris em 1826, tornou-se lá professor de história e dedicou suas horas de lazer a seguir cursos de direito, medicina, etc. Durante a Monarquia de Julho, foi secretário do comitê de obras históricas do Ministério da Instrução Pública e, durante o Segundo Império, professor de arqueologia francesa na Biblioteca Imperial. Fundou os Annales archéologiques.
Foi a leitura do romance Notre-Dame de Paris, de Victor Hugo, que despertou a paixão de Didron pela Idade Média e decidiu sua vocação como arqueólogo.
Em 1835, François Guizot o nomeou secretário do comitê histórico de Artes e Monumentos, que também incluía Prosper Mérimée, Eugène Viollet-le-Duc, Victor Hugo e Victor Cousin. Didron era responsável por catalogar e publicar documentos inéditos relacionados à história francesa.
Adolphe Napoléon Didron estudou a iconografia medieval, mostrando o significado espiritual dos vitrais. Com Prosper Mérimée, Victor Hugo e Eugène Viollet-le-Duc despertaram o interesse do público pela arte medieval. Em 1839, ele visitou a Grécia visando examinar a arte da Igreja Oriental, tanto em seus edifícios quanto em seus manuscritos.
Em 1839, a pedido do abade Demerson, o primeiro vitral arqueológico, o Vitrail de la Passion, foi instalado na igreja de São Germano de Auxerre, projetado por Jean-Baptiste Lassus e Adolphe Napoléon Didron, e executado por Louis Steinheil (1781–1855), pai de Louis Steinheil, e M.-E.-F. Reboulleau, um químico que se tornou pintor de vidro. Como Jean-Baptiste Antoine Lassus apontou nos Annales archéologiques publicados em 1844, esse vitral foi feito para provar que no século XIX o segredo da pintura em vidro não havia sido perdido. Para fazer isso, ele escolheu copiar cenas do vitral da Paixão na abside da Sainte-Chapelle. Esse sucesso mostrou que era possível restaurar vitrais medievais.
Esse primeiro vitral levou à restauração dos vitrais da Sainte-Chapelle du Palais, a partir de 1849, confiada ao barão Ferdinand de Guilhermy para o programa arqueológico, os desenhos a Louis Steinheil e a realização a Antoine Lusson, após a restauração de Eugène Viollet-le-Duc e Henri Gérente do vitral da Árvore de Jessé no ambulatório da igreja da abadia de Saint-Denis, concluída em 1848.
Em 1844, Didron fundou os Annales archéologiques. Ele foi seu diretor até sua morte. A partir de 1844, Viollet-le-Duc foi um de seus mais notáveis colaboradores. Eles continuaram a ser publicados até 1881 e formam uma verdadeira enciclopédia da arte da Idade Média.
Em 1845, Didron montou uma livraria especializada em arqueologia, administrada por muito tempo por seu irmão Victor Didron. Em 1849,  montou uma fábrica de vitrais, administrada por seu sobrinho Édouard Didron (seus vitrais podem ser encontrados no trabalho de Charles Leroy, o arquiteto da catedral de Notre-Dame-de-la-Treille em Lille, com quem Didron mantinha relações de amizade).
Além de uma série de artigos arqueológicos em vários periódicos, Didron aîné publicou: um Bulletin archéologique du comité des Arts et des Monuments (1840–1847); “Iconographie chrétienne: histoire de Dieu” (1844); um Manuel d'iconographie...
Em uma época em que o romantismo francês estava redescobrindo a Idade Média, Didron foi um dos que, como Prosper Mérimée e Viollet-le-Duc, trabalharam efetivamente para estudar, proteger e restaurar os grandes monumentos medievais.
Em sua época, o trabalho e as ideias de Didron exerceram uma grande influência, como pode ser visto, por exemplo, nos escritos do arquiteto italiano Camillo Boito, que se inspirou em Didron para definir os princípios da restauração de monumentos antigos.
A esse respeito, Didron pôde enunciar este preceito: “É necessário conservar o máximo possível, reparar o mínimo possível, não restaurar a qualquer preço” (citado no Larousse Mensuel de julho de 1927, artigo sobre La Chanson de Roland). Em seus Annales archéologiques, ele se expressou de forma mais sutil: no caso de monumentos antigos, é melhor consolidar do que reparar, melhor reparar do que restaurar, melhor restaurar do que refazer, melhor refazer do que embelezar.
No capítulo IX de seu romance la Cathédrale (1898), Joris-Karl Huysmans apresenta e discute as teses de Didron sobre a iconografia da catedral de Chartres.

## Distinções
- Cavaleiro da Legião de Honra[4]

## Publicações
Sua obra mais importante é a Iconographie chrétienne, da qual, no entanto, somente a primeira parte, Histoire de Dieu, foi publicada em 1843.
- Rapport à M. de Salvandy, ministre de l'instruction publique, sur la monographie de la cathédrale de Chartres, 1839[7]
- Manuel d'iconographie chrétienne grecque et latine avec une introduction et des notes par M. Didron, traduit du manuscrit byzantin “Le Guide de la Peinture”, 1845 (uma Herminia de Denys de Fourna) ou, de fato, a tradução de um manual do iconógrafo do Monte Atos) (on-line)
- Iconographie chrétienne : Histoire de Dieu, 1844 (on-line)
- Manuel des œuvres de bronze et d'orfévrerie du Moyen Âge, 1859
- Obituários
- 1848. Rapport d'Adolphe Napoléon Didron sur les travaux exécutés de 1829 à 1848 à la cathédrale de Bourges.